# Chaetodera
Chaetodera is een geslacht van kevers uit de familie van de loopkevers (Carabidae). De wetenschappelijke naam van het geslacht is voor het eerst geldig gepubliceerd in 1946 door Jeannel.

## Soorten
Het geslacht Chaetodera omvat de volgende soorten:
- Chaetodera albina (Wiedemann, 1819)
- Chaetodera andriana (Alluaud, 1900)
- Chaetodera blanchardi (Fairmaire, 1882)
- Chaetodera laetescripta (Motschulsky, 1860)
- Chaetodera maheva (Kunckel dHerculais, 1887)
- Chaetodera regalis (Dejean, 1831)
- Chaetodera vigintiguttata (Herbst, 1806)